# Jutta Bossard-Krull

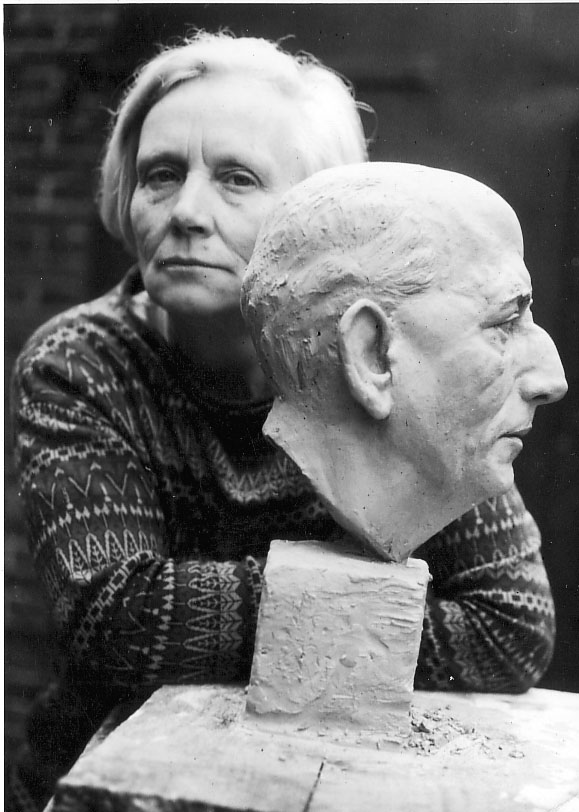
Jutta Bossard-Krull mit einer Büste in Blankenese

Dorothea (Jutta) Bossard-Krull (* 6. Juli 1903 in Buxtehude; † 13. Oktober 1996 in Lüllau) war eine deutsche Bildhauerin und Keramikerin.

## Leben und Wirken
Jutta Krull war eine Tochter des Realschullehrers Ernst Krull und dessen Gattin Auguste, geborene Möller. Sie hatte fünf ältere Geschwister. Krull, die als Kind den Spitznamen „Pudel“ erhielt, absolvierte das Lyzeum in Stade und machte anschließend ein Pflichtjahr im Haushalt ihrer Eltern. Schon in jungen Jahren äußerte sie den Wunsch, eine Kunstschule besuchen zu dürfen. Dies war Frauen erst wenige Jahre zuvor erlaubt worden. Krull studierte ab 1921 an der Kunstgewerbeschule Hamburg. Als Hauptfach wählte sie Keramik bei Max Wünsche, im Nebenfach Bildhauerei bei Johann Michael Bossard. Außerdem belegte sie Kurse in Literatur und Kunstgeschichte bei Wilhelm Niemeyer. Während des Studienverlaufs setzte sie andere Schwerpunkte, indem sie Bildhauerei als Hauptfach, dafür Keramik im Nebenfach belegte. Bei dieser Wahl profitierte sie von Bossard, der seine Studenten keinen strengen Prinzipien unterwerfen wollte. 1926 erstellte sie ihre Abschlussarbeit. Es handelte sich bei der Auftragsarbeit um eine Grabmalfigur aus Bronze mit der Bezeichnung „Mutter mit Kind“.
Während des Studiums hatte Krull eine Ausstellung ihres Lehrers Bossard im Museum für Kunst und Gewerbe besucht, die Max Sauerlandt anlässlich des 50. Geburtstags des Künstlers organisiert hatte. Später besuchte sie gemeinsam mit Kommilitonen Bossards Wohn- und Atelierhaus in Lüllau. Dabei lernte sie dessen Gemälde und die Idee kennen, in der Heide ein Gesamtkunstwerk schaffen zu wollen. Nach Studienende plante Krull eine Reise nach Paris, stattete Bossard jedoch zuvor einen Abschiedsbesuch an der Kunstgewerbeschule ab. Ihr ehemaliger Lehrer lud sie während des Besuchs ein, das Wochenende mit ihm in seinem Haus zu verbringen. Dort machte er der fast 30 Jahre jüngeren Krull einen Heiratsantrag. Am Abend der Verlobung erklärte Bossard, einen „Kunsttempel“ bauen zu wollen, der eine „Stätte der inneren Einkehr“ bieten sollte. Krull zeigte sich von der Idee begeistert und widmete ihr folgendes Leben dieser Idee.
Nach der Hochzeit am 11. August 1926 in Buxtehude begannen Jutta Bossard-Krull und ihr Ehemann einen Monat später mit dem Bau des Tempels. Während der Arbeiten, für die sie zwei Jahre benötigten, wohnte das Ehepaar in Hamburg und nutzte die Freizeit für künstlerische Arbeiten in Jesteburg. Jutta Bossard-Krull fertigte die meisten figürlichen Plastiken, für die sie Keramik, Holz und Bronze verwendete. Außerdem schuf sie die kunstgewerblichen und textilen Gegenstände. Johann Michael Bossard erstellte währenddessen großformatige Gemälde und widmete sich Metallarbeiten. Ab 1929 erhielten beide Unterstützung von Jutta Krulls älterer Schwester Wilma, die die Haus- und Tierwirtschaft übernahm.
Jutta Bossard-Krull galt bis 1938 als Studierende an der Kunstgewerbeschule. Neben dem Studium belegte sie Kurse in Musik und Bildhauerei. Nach der Zerstörung Hamburgs im Rahmen der Operation Gomorrha verlegte das Ehepaar seinen ständigen Wohnsitz nach Jesteburg, wo Johann Michael Bossard am 27. März 1950 starb. Jutta Bossard-Krull machte es sich fortan zur Lebensaufgabe, das gemeinsam mit ihrem Mann geschaffene Gesamtkunstwerk zu erhalten. Dafür erstellte sie plastische Auftragsarbeiten, darunter um 1970 Büsten von Ärzten für das Krankenhaus in Hamburg-Harburg. Außerdem setzte sie sich für eine Stiftung und ein Museum ein. Im November 1995 übernahm die Stiftung Kunststätte Johann und Jutta Bossard die Kunststätte Bossard als Gesamtkunstwerk sowie Jutta Bossard-Krulls Privatbesitz.
Jutta Bossard-Krull starb ungefähr ein Jahr später im Oktober 1996.